# Italia Judaica
Italia Judaica è un'enciclopedia tematica online che tratta gli aspetti della cultura israelitica e della storia degli ebrei d'Italia a partire dall'età antica sino alla prima emancipazione. 
Tale opera è basata sui trentatré volumi della Documentary History of the Jews in Italy di Shlomo Simonsohn, redatta nell'ambito del progetto della Goldstein-Goren Diaspora Research Center per l'Università di Tel Aviv in collaborazione con Marina Arbib, Cesare Colafemmina,  Vittore Colorni, Manuela Consonni e Aldo Luzzatto con contributi anche di altri autori tra i quali Ariel Toaff e Simonetta Bernardi.
Il sito è gestito da una commissione composta dagli accademici Roberto Bonfil, Anna Esposito, Giancarlo Lacerenza, Mauro Perani e da Shlomo Simonsohn.